# Giusto e Clemente
Giusto e Clemente (VI secolo) sono stati, secondo la tradizione, gli evangelizzatori del volterrano. Sono santi patroni di Volterra, di cui Giusto fu probabilmente il primo vescovo, mentre Clemente ne era il presbitero.

## Agiografia
Le vicende di Giusto e Clemente sono state tramandate in una Vita redatta dal monaco Blinderanno (XI secolo) e in una raccolta di miracoli (XII secolo).
Secondo tali testi agiografici, Giusto e Clemente (forse due fratelli) insieme ad altri ecclesiastici guidati dal vescovo Regolo abbandonarono l'Africa intorno al 537 perché perseguitati dai Vandali. Approdarono in Toscana: Cerbone e Regolo si stabilirono a Populonia, mentre Giusto e Clemente, assieme ad Ottaviano, si diressero a Volterra. Qui si impegnarono nella lotta contro gli eretici, nell'evangelizzazione delle popolazioni, nonché nella difesa della città assediata dai Goti. 
Secondo il racconto agiografico, mentre il re ostrogoto Totila si accingeva ad occupare la città, Giusto fece raccogliere tutto il pane all'interno della città e lo calò giù dalle mura dentro grandi ceste per offrirlo ai nemici; i goti, disorientati da quel gesto inaspettato, abbandonarono l'assedio.
Giusto sarebbe così stato proclamato vescovo dal popolo di Volterra; dopo essere stato a Roma per ottenere la conferma della sua nomina, decise con Clemente di condurre vita eremitica e insieme presero dimora in un bosco presso Campo Marzio. 
Entrambi morirono il 5 giugno (giorno di Pentecoste) di un anno imprecisato e furono sepolti nel luogo del loro eremitaggio.
Gli studiosi avanzano dubbi sull'origine africana dei due santi e se Giusto fu davvero vescovo (appare tale solo dal XIV secolo): tuttavia già in un diploma di Ludovico il Pio, Giusto è contitolare della cattedrale volterrana.

## Culto
Sul luogo della sepoltura vennero erette due cappelle, ben presto meta di pellegrinaggi; poi i benedettini vi fondarono un monastero (San Giusto in Botro), che passò ai camaldolesi nel 1113 e successivamente subì gravi danni per gli eventi franosi delle balze. 
Nel 1628 fu così iniziata la costruzione della chiesa di San Giusto Nuovo. 
L'antica badia invece, ricostruita nel XVI secolo forse con l'intervento dell'Ammannati, fu abbandonata dai monaci a causa del terremoto del 1846 e versa oggi in grave stato di dissesto per frane e crolli. 
La festa dei santi Giusto e Clemente è fissata al 5 giugno (o al lunedì o martedì di Pentecoste). 

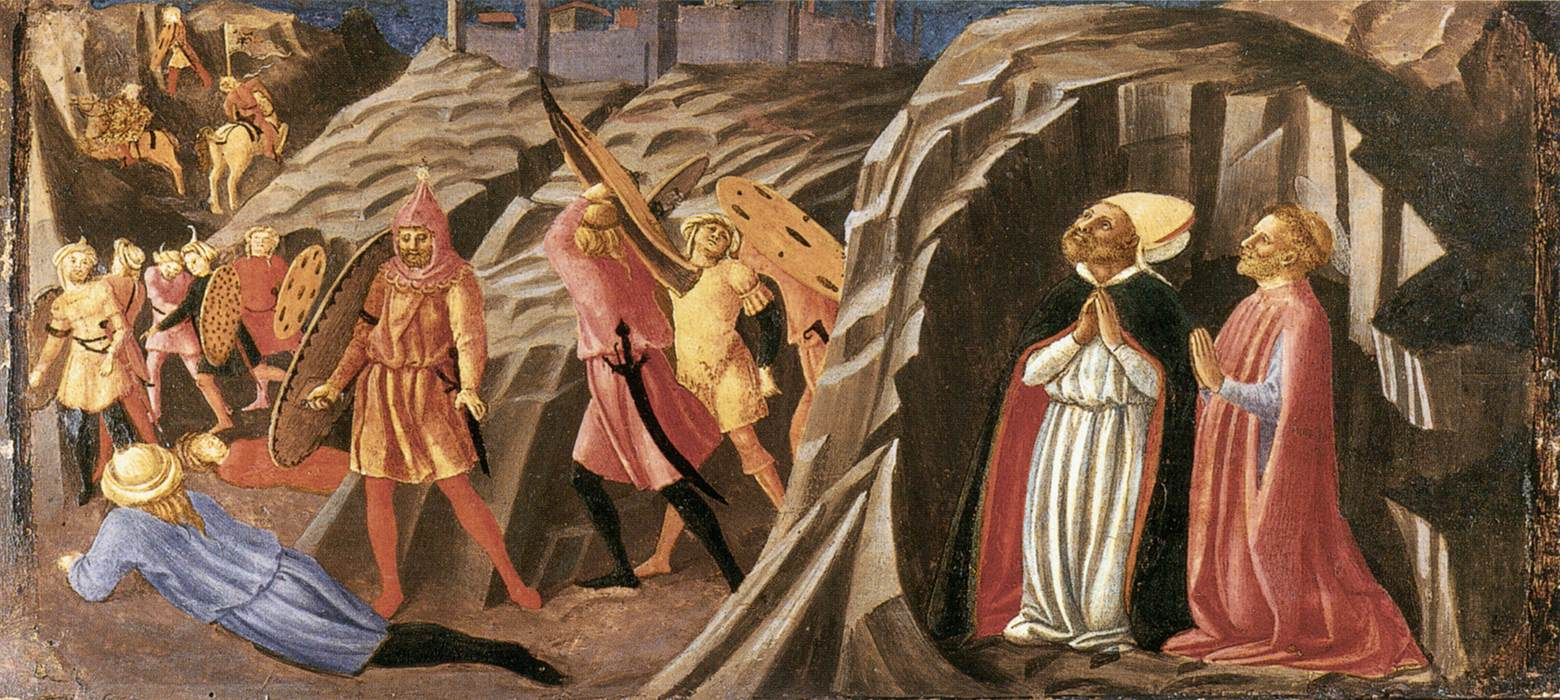
I santi Giusto e Clemente in preghiera
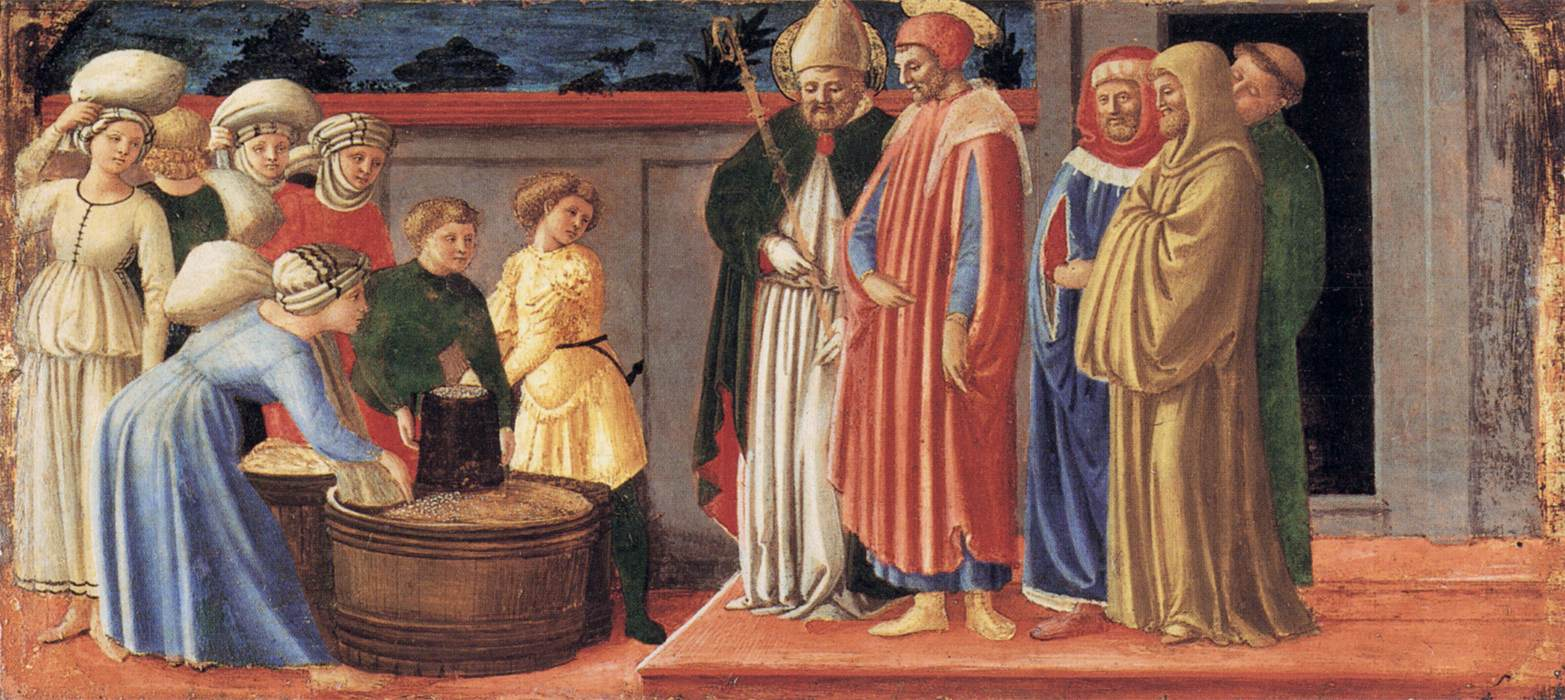
San Giusto libera Volterra dall'assedio dei Vandali